# Grünangerhütte
Die Grünangerhütte ist eine Schutzhütte der Sektion Deutschlandsberg des Österreichischen Alpenvereins (ÖAV) in 1575 m ü. A. Höhe. Die Sektion feierte 2021 ihr 100-jähriges und die Grünangerhütte ihr 70-jähriges Jubiläum. In den 1970er Jahren fanden auf der Hütte bereits mehrere Jugendlager pro Jahr statt.

## Geschichte
1951 wurde beschlossen, eine vereinseigene Alpenvereinshütte zu erbauen, die Grünangerhütte, es sollte das Herzstück auf der Koralpe werden. Im darauffolgenden Winter war der Bau so weit fortgeschritten, dass man schon den ersten Jugend-Skikurs durchführen konnte. Am 16. August 1953 fand die feierliche Eröffnung statt und die Hütte konnte ihrer Bestimmung übergeben werden. Ab 1958 wurde die Hütte ständig betreut, bis dahin an Wochenenden. Es folgte die Zeit der Jugendlager. 1964 und 1979 (großer Zubau und Neueindeckung) erhielt die Hütte jeweils Erweiterungsbauten.

## Lage
Die Grünangerhütte liegt auf 1575 m ü. A. am Rand des Naturschutzgebietes Seekar-Bärental zwischen dem Glashüttenkogel und dem Großen Speikkogel. Die nächste kleine Ortschaft ist Gressenberg in der Gemeinde Bad Schwanberg.

## Erreichbarkeit
Wanderung zur Hütte: Weg Nr. 579 ab Glashütten oder Weg Nr. 20 ab Parkplatz Weinebene.

## Hütten in der Nähe
- Koralpenhaus (1966 m ü. A.), bewirtschaftete Hütte, Österreichischer Alpenverein (ÖAV)
- Grillitschhütte (1707 m ü. A.), bewirtschaftete Hütte, privat
- Brendlhütte (1566 m ü. A.), bewirtschaftete Hütte, privat
- Gasthof Fichtenhof, bewirtschaftete Hütte, privat[7]

## Touren und Gipfel
- Großer Speikkogel von der Grünangerhütte, Wanderung, Lavanttaler Alpen, 14,4 km, 4,5 Std.
- Grünangerhütte – Rundweg 1, Zustieg, Wanderung, Lavanttaler Alpen, 6,8 km, 2,2 Std.
- Grünangerhütte – Rundweg 2, Wanderung, Lavanttaler Alpen, 9,5 km, 3,1 Std.
- Großer Speikkogel über Speiksee, Wanderung, Lavanttaler Alpen, 18,5 km, 6,2 Std.
- Grünangerhütte – Rundweg 4: Glashütten mit Glashüttenkogel, Wanderung, Lavanttaler Alpen, 14,9 km, 4,3 Std.[8]

## Skitouren
- Koralpe: Koralpenparkplatz – Grünangerhütte, Skitour, Klopeiner See – Südkärnten – Lavanttal, 16,6 km, 5,2 Std.
- Koralpe: Gipfeltour auf den Großen Speikkogel, Skitour, 11,6 km, 2,3 Std.[9]